# Kościół św. Józefa Oblubieńca w Wierzchosławicach
Kościół św. Józefa Oblubieńca w Wierzchosławicach – rzymskokatolicki kościół parafialny, parafii św. Józefa Oblubieńca znajdujący się w Wierzchosławicach w dekanacie Bolków w diecezji świdnickiej.
Kościół poprotestancki, wzniesiony został w XVIII w. w stylu klasycystycznym.